# Alfred Bosshard
Alfred Bosshard (Thalwil, 2 luglio 1884 – Montevideo, 6 agosto 1953) è stato un calciatore svizzero, di ruolo centrocampista.

## Carriera
Nel 1905 giocò in squadra di Lugano.
Tesserato come titolare dai rossoneri, divenne apprezzato mediano abile sia in fase d'interdizione che d'impostazione, contribuendo attivamente alla conquista di due scudetti consecutivi nel 1906 e nel 1907.
Dopo un periodo di pausa, tornò brevemente in gioco nel 1910.

## Palmarès
- Campionato italiano: 2

Milan: 1906, 1907